# Unguraș
Unguraș là một xã thuộc hạt Cluj, România. Dân số thời điểm năm 2002 là 3075 người.